# Nakovo
Nakovo (cyr. Наково) – wieś w Serbii, w Wojwodinie, w okręgu północnobanackim, w mieście Kikinda. W 2011 roku liczyła 1918 mieszkańców.